# Heterotrissocladius hirtapex
Heterotrissocladius hirtapex är en tvåvingeart som beskrevs av Ole Anton Saether 1975. Heterotrissocladius hirtapex ingår i släktet Heterotrissocladius och familjen fjädermyggor.
Artens utbredningsområde är Ontario. Inga underarter finns listade i Catalogue of Life.